# Велушина
Велушина (мкд. Велушина) је насеље у Северној Македонији, у јужном делу државе. Велушина припада општини Битољ.

## Географија
Насеље Велушина је смештено у крајње јужном делу Северне Македоније, близу државне границе са Грчком (6 km јужно од насеља). Од најближег већег града, Битоља, насеље је удаљено 16 km јужно.
Велушина се налази у југозападном делу Пелагоније, највеће висоравни Северне Македоније. Насељски атар је равничарски, док се ка западу издиже планина Баба. Надморска висина насеља је приближно 660 метара.
Клима у насељу је умереноконтинентална.

## Становништво
Велушина је према последњем попису из 2021. године имала 165 становника. До средине 20. века село је било у целости словенско.
| Национални састав према попису из 2021.‍ | Национални састав према попису из 2021.‍ | Национални састав према попису из 2021.‍ | Национални састав према попису из 2021.‍ | Национални састав према попису из 2021.‍ |
| --------------------------------------- | --------------------------------------- | --------------------------------------- | --------------------------------------- | --------------------------------------- |
|                                         |                                         |                                         |                                         |                                         |
| Албанци                                 | Албанци                                 |                                         | 109                                     | 66,1%                                   |
| Македонци                               | Македонци                               |                                         | 37                                      | 22,4%                                   |
| Роми                                    | Роми                                    |                                         | 7                                       | 4,2%                                    |